# نیمه اتوماتیک
نیمه اتوماتیک فرایندی یا روشی است که به صورت ترکیبی از فعالیت‌های انسان و ماشین انجام می‌شود و به‌طور معمول توسط یک کنترلر رایانه متمرکز مدیریت می‌شود.